# Coelioxys paraguayensis
Coelioxys paraguayensis är en biart som beskrevs av Carlos Schrottky 1909. Coelioxys paraguayensis ingår i släktet kägelbin, och familjen buksamlarbin. Inga underarter finns listade i Catalogue of Life.